# کمیته دفاع دولتی
کمیته دفاع دولتی یا کمیته دفاع کشور (به روسی: Государственный комитет обороны؛ ГОКО؛ ГКО) (اختصاری گوکو یا گکو) یک نهاد فوق‌العاده و اضطراری دولتی بود که در طول جنگ جهانی دوم ایجاد شد و دارای قدرت نظامی، سیاسی و اقتصادی در اتحاد جماهیر شوروی سوسیالستی بود. این کمیته به‌منظور تقویت نیروهای نظامی شوروی و مقاومت در برابر دشمن و نیروهای متخاصم تأسیس شد.
تصمیمات کمیته دفاع دولتی برای همه شهروندان، سازمان‌ها و مقامات لازم‌الاجرا بود. این کمیته توسط ژوزف استالین که دبیرکل حزب کمونیست اتحاد شوروی و رئیس شورای کمیسارهای خلق بود، رهبری می‌‌شد.

## پیشینه
کمیته دفاع دولتی در ۳۰ ژوئن ۱۹۴۱، یک هفته پس از تهاجم آلمان نازی به اتحاد جماهیر شوروی یا تصمیم مشترک پرزیدیوم شورای عالی اتحاد شوروی، شورای کمیسارهای خلق و کمیته مرکزی حزب کمونیست اتحاد جماهیر شوروی تأسیس شد. وضعیت جنگ در خطوط مقدم، مستلزم شکل متمرکزتری از حکومت بود. در ۱۸ ژوئن ۱۹۴۲، بیش از هزار عضو در نهمین جلسه شورای عالی در مسکو شرکت کردند. کمیته دفاع دولتی در باور بعضی نوعی کابینه جنگ بوده‌است.

## ترکیب‌بندی
ترکیب اولیه کمیته به شرح زیر بود:
- ژوزف استالین – رئیس
- ویچسلاو مولوتف – معاون رئیس
- لاورنتی بریا، کلیمنت ووراشیلوف و گئورگی مالنکوف[۳] – اعضا

در ۳ فوریه ۱۹۴۲، رئیس گاسپلن، نیکولای وونسنسکی و همچنین آناستاس میکویان به عضویت کمیته درآمدند. در ۲۰ فوریه ۱۹۴۲، لازار کاگانویچ، کمیسار خلق ترابری به‌عنوان عضو منصوب شد. در ۲۲ نوامبر ۱۹۴۴، نیکولای بولگانین، رئیس گزبنک جایگزین وروشیلف در کمیته شد.

## انحلال
کمیته دفاع دولتی در ۴ سپتامبر ۱۹۴۵ توسط پرزیدیوم شورای عالی شوروی منحل شد زیرا این نهاد نقش خود را به‌عنوان یک ارگان دفاعی در زمان جنگ به پایان رسانده‌بود.